# Баллинакариги

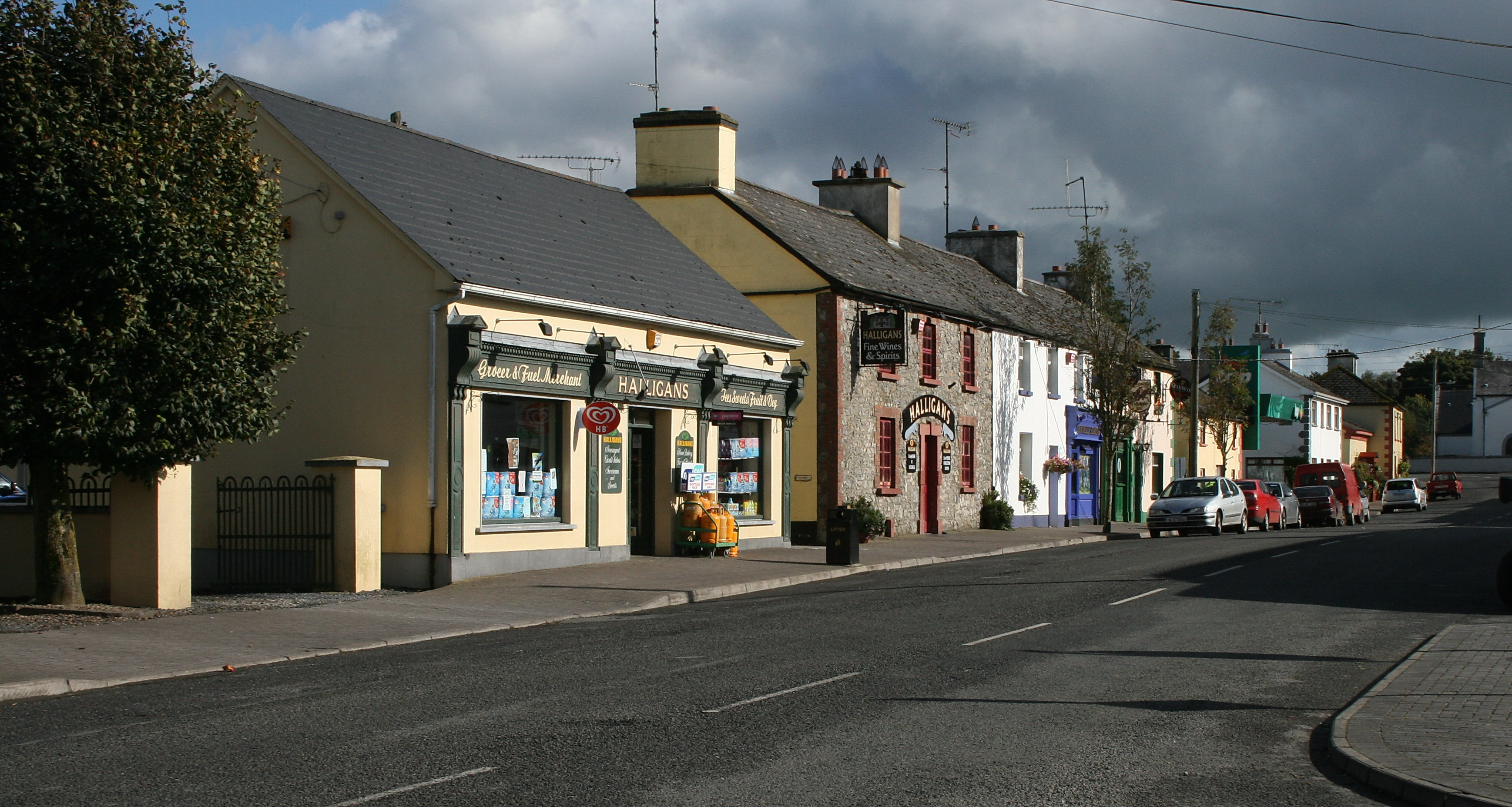
Баллинакариги

Баллинакариги (англ. Ballynacargy; ирл. Baile na Carraige) — деревня в Ирландии, находится в графстве Уэстмит (провинция Ленстер). Своему рассвету деревня обязана Королевскому каналу открытому в 1817 году, и функционировавшему до 1955 года. Однако деревня существовала и до открытия канала, первые упоминания о паселении на данном месте датируются 1537 годом, согласно им деревня появилась неподалеко от распавшегося монастыря. 

## Демография
Население — 292 человека (по переписи 2006 года). В 2002 году население составляло 260 человек. 
Данные переписи 2006 года:
| Общие демографические показатели |               |                               |                               |      |      |
| Всё население                    | Всё население | Изменения населения 2002—2006 | Изменения населения 2002—2006 | 2006 | 2006 |
| 2002                             | 2006          | чел.                          | %                             | муж. | жен. |
| 260                              | 292           | 32                            | 12,3                          | 143  | 149  |